# Mikontalo

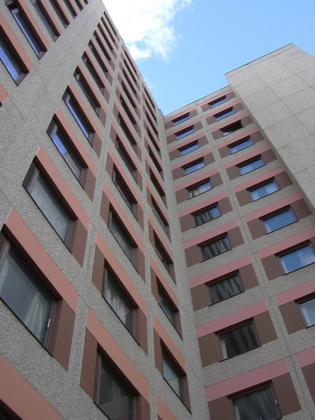
Vista terrestre de Mikontalo.

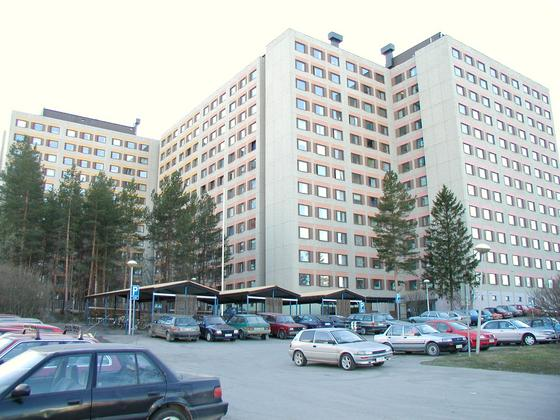
Mikontalo.

Mikontalo es un complejo habitacional para estudiantes en Hervanta, un suburbio en el sur de la ciudad finlandesa de Tampere.
Debido al módico alquiler, fácil acceso y cercanía a la Universidad Tecnológica de Tampere, es una vivienda altamente popular entre estudiantes de primer año y estudiantes de intercambio.
Mikontalo fue construido entre 1978 y 1980. Se conforma de 4 edificios de 12 plantas, en los que existen 768 departamentos en total. Mikontalo ofrece a sus habitantes también saunas (dos en cada edificio), una sala de estar con televisión, cuarto de lavado (5 lavadoras y 2 secadoras), servicio de TV por cable y por supuesto, acceso a internet.
De acuerdo a la tradición oral, Mikontalo es el conjunto habitacional más grande de Finlandia, e incluso de los países nórdicos. Esto es, sin embargo, difícil de confirmar.
Los edificios fueron renovados completamente durante el periodo de Verano del 2007 a Verano del 2009.

## Mikontalo Lights

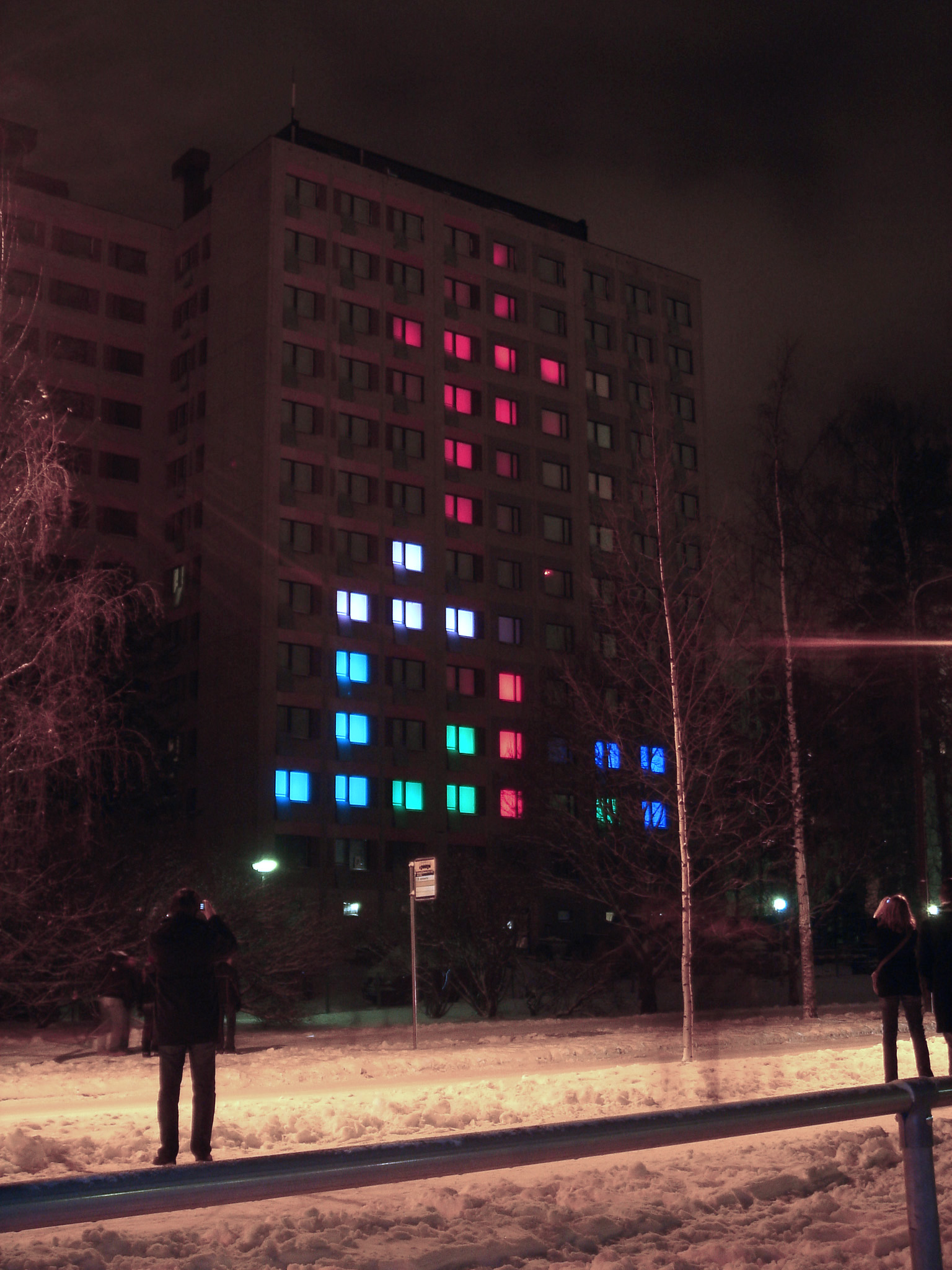
Evento de MIKONTALOLIGHTS.

A principios de diciembre del 2007, el edificio D de Mikontalo, mientras se encontraba aun en renovación, fue la sede del proyecto MIKONTALOLIGHTS.
El objetivo de dicho proyecto fue crear la plataforma gráfica en color más grande del mundo, al utilizar las ventanas de las habitaciones del edificio D de Mikontalo simulando píxeles de luz. Dicha plataforma fue usada para jugar Tetris y otros juegos, además de presentar demos de animación creados por estudiantes de la Universidad Tecnológica de Tampere. El proyecto vio la luz el día 4 de diciembre cuando las luces del nuevo edificio fueron encendidas. La meta era otorgar visibilidad a nivel mundial de la Universidad Tecnológica de Tampere y de la rica cultura estudiantil de la ciudad de Tampere.
MIKONTALOLIGHTS formó parte además de las celebraciones del 42 aniversario de la Unión Estudiantil de dicha Universidad. El proyecto fue desarrollado completamente por estudiantes que contribuyeron a esta causa paralelamente a sus estudios.